# Babel Fish (site web)
Pour les articles homonymes, voir Babel fish.
Yahoo! Babel Fish était un traducteur automatique distribué et maintenu sur le Web par Yahoo!. Son nom est un hommage au poisson Babel présent dans Le Guide du voyageur galactique de Douglas Adams.
L'application est à l'origine développée en janvier 1999 par Oscar A Jofre (en) et son équipe de la société BabelFish Corp. L'application sera distribuée en 2003 par AltaVista.
L'adresse du service a été déplacée le 9 mai 2008 de « babelfish.altavista.com » à « babelfish.yahoo.com ». Babel Fish est généralement accessible par un navigateur web mais il existe également une interface cliente pour GNU Emacs.
Babel Fish a été remplacé par Bing Translator en 2012.